# 刘大响
刘大响（1937年10月14日—），男，湖南祁东人，中国航空动力工程专家，北京航空航天大学教授，中国工程院院士。

## 生平
1960年，于北京航空学院毕业。1995年，当选中国工程院院士。